# محوطه قهوه‌خانه سنگی
محوطه قهوه‌خانه سنگی مربوط به سده‌های اولیه و میانی اسلامی است و در شهرستان نیشابور، روستای برزنون واقع شده و این اثر در تاریخ ۲۴ خرداد ۱۳۹۰ با شمارهٔ ثبت ۳۰۲۸۳ به‌عنوان یکی از آثار ملی ایران به ثبت رسیده است.